# Mèche (pansement)
Pour les articles homonymes, voir mèche.
La mèche est un type de pansement textile. 
En position interne, elle sert à empêcher la cicatrisation d'une blessure profonde avant que le tissu ne se soit reformé. Si l'on laissait ce genre de blessure cicatriser rapidement, il y aurait une dépression à son niveau sur la peau. La mèche peut servir aussi à permettre le drainage d'une plaie.
L'application d'une mèche peut être très douloureuse c'est pourquoi il est conseillé de prendre un antalgique une demi-heure avant le soin[réf. souhaitée]. La douleur s'estompe au fur et à mesure que la plaie guérit.
La mèche désigne de façon moins spécifique une portion de bande de gaze en coton hydrophile, qui sert à nettoyer une plaie, et réaliser une compresse (pansement externe).